# Polyscias australiana
Polyscias australiana là một loài thực vật có hoa trong Họ Cuồng cuồng. Loài này được (F.Muell.) Philipson miêu tả khoa học đầu tiên năm 1978.

## Hình ảnh

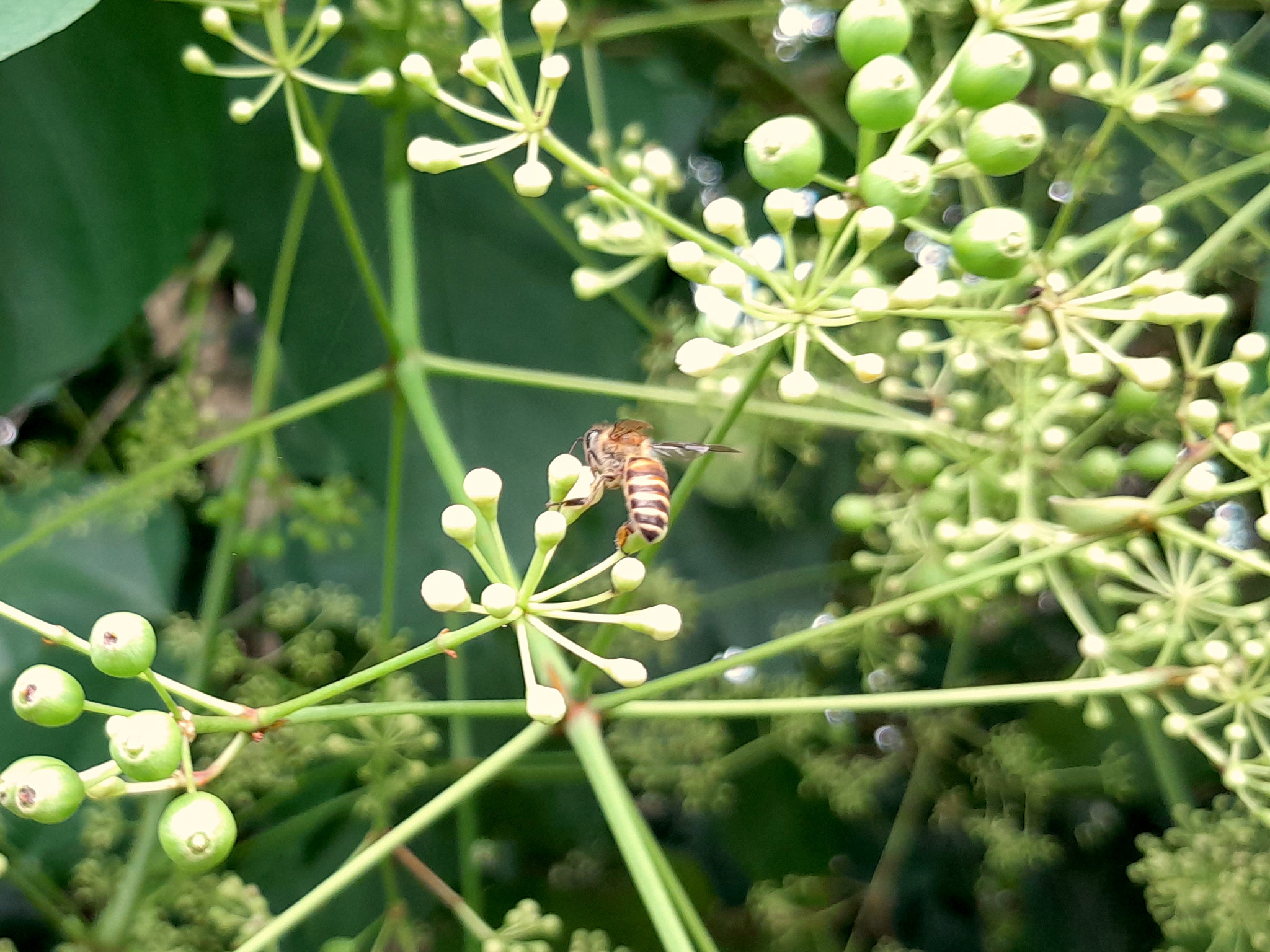
Hoa
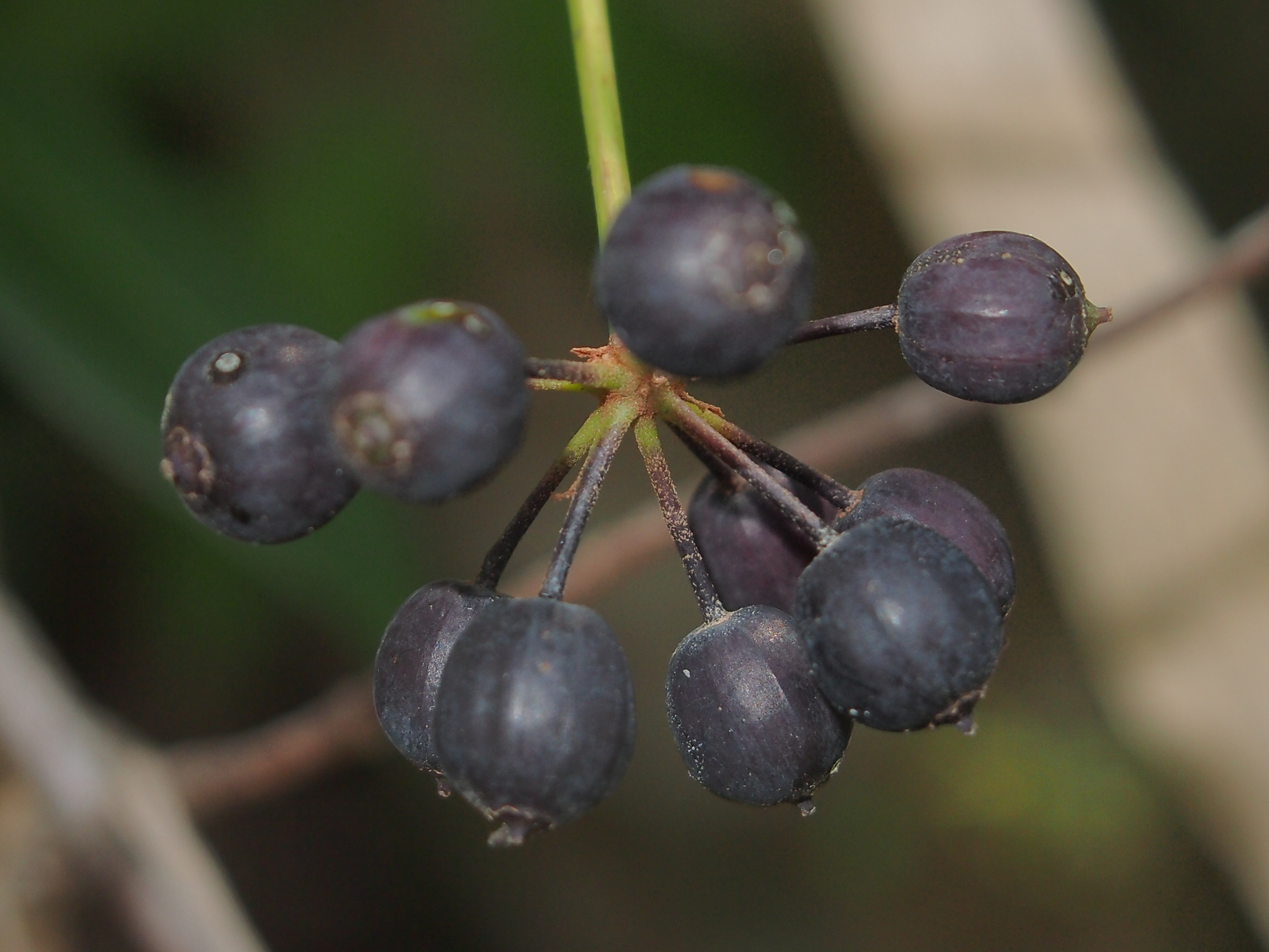
Quả